# Ulović
Ulović (en serbe cyrillique : Уловић) est un village de Bosnie-Herzégovine. Il est situé dans le district de Brčko. Selon les premiers résultats du recensement de 2013, il compte 810 habitants.

## Géographie
Le village est situé au bord de la rivière Lukavac.

## Démographie

### Évolution historique de la population dans la localité
| 1948 | 1953 | 1961 | 1971 | 1981 | 1991 | 2013 |
| ---- | ---- | ---- | ---- | ---- | ---- | ---- |
| -    | -    | 704  | 830  | 822  | 912  | 810  |

|  |